# Eucrossus villicornis
Eucrossus villicornis là một loài bọ cánh cứng trong họ Cerambycidae.